# Art étrusque

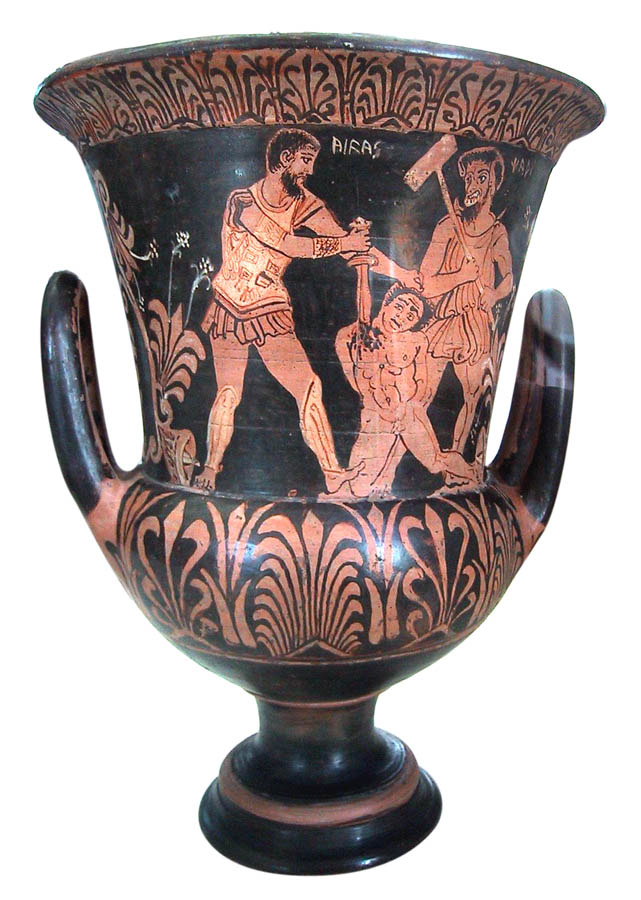
Cratère en calice étrusque.
Achille tuant un prisonnier troyen en présence du Charun avec un marteau (fin du), Paris, département des Monnaies, Médailles et Antiques de la Bibliothèque nationale de France.

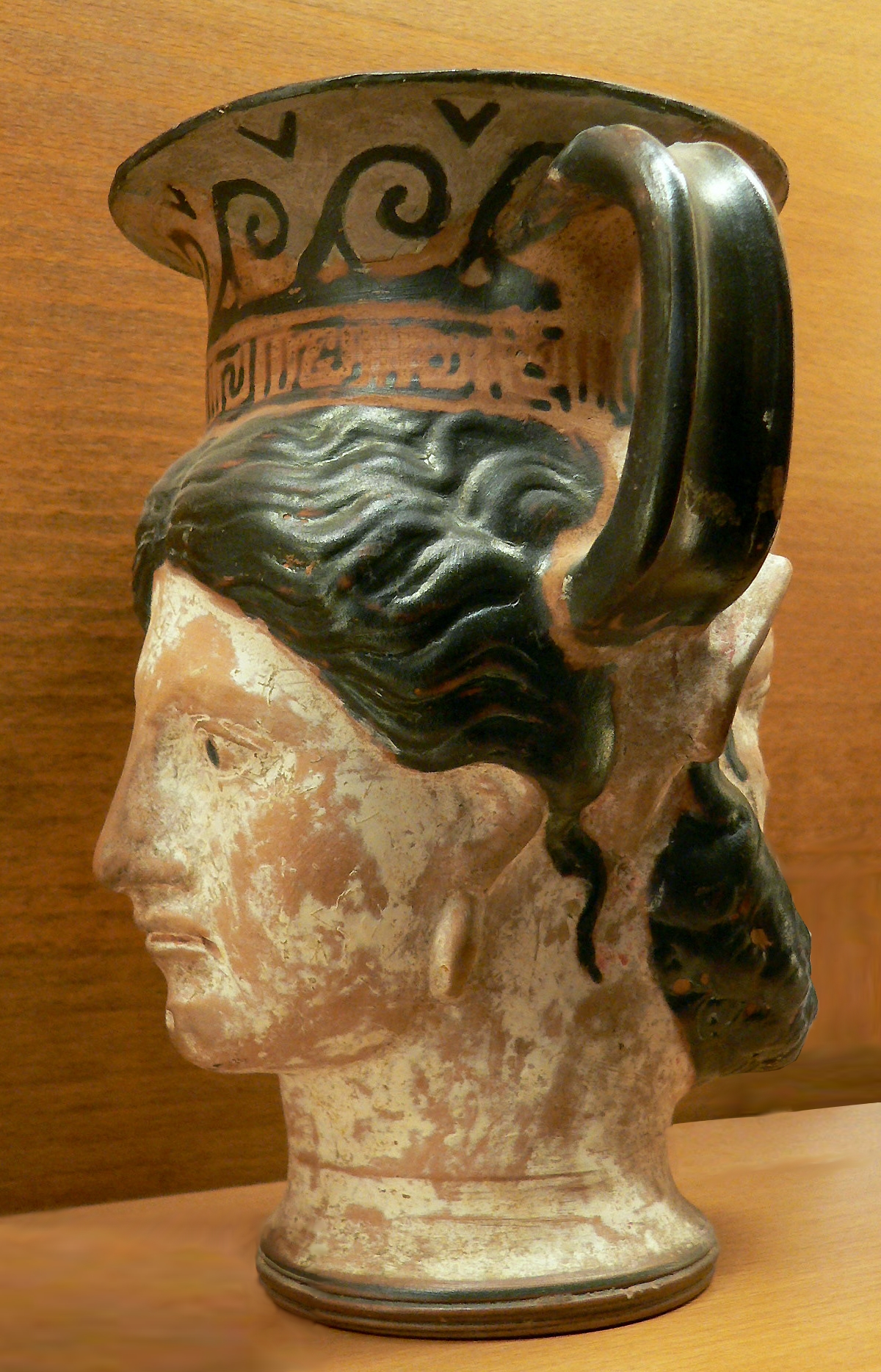
Canthare janiforme (deuxième moitié Ve siècle av. J.-C), Paris, musée du Louvre.

L'art étrusque est l'art produit par la civilisation étrusque du IXe au Ier siècle av. J.-C.
L'art produit par cette civilisation est d'une grande richesse. Les Étrusques furent d'habiles artisans et eurent de grands artistes, peintres de fresques dans les tombes - comme celles de Tarquinia par exemple - peintres sur vases ou sculpteurs qui réalisèrent des chefs-d'œuvre tant en bronze qu'en terre cuite. Ils furent également d'excellents joailliers et de bons métallurgistes. On peut voir leurs œuvres dans les grands musées italiens, par exemple ceux de Florence, du Vatican ou de Volterra.

## Périodes historiques
On peut distinguer différentes périodes :
- Époque villanovienne (Xe au VIIIe siècle av. J.-C.). Prémices de la civilisation étrusque, notamment via la pratique de l'incinération et non de l'inhumation ;
- Période orientalisante (au VIIe siècle av. J.-C.). Du fait d'échanges avec les civilisations méditerranéennes, dont la Grèce, l'art étrusque voit apparaître une culture figurative, influencée par les modèles grecs[2];
- Période archaïque  (entre -600 et -480 environ). La structuration de la société étrusque et la multiplication des échanges font émerger de nouvelles techniques artistiques. En particulier la peinture connaît un développement spectaculaire : de la décoration des tuiles et  la coroplathie, elle obtient un statut décoratif et s'applique sur les vases et les fresques ;
- Époque classique (entre -470 et -350 environ). Au Ve siècle av. J.-C. les Étrusques connaissent de graves crises politiques et militaires, et leur art en subit les conséquences. La production artistique diminue, à l'exception des bronzes de Vulci ;
- L’hellénisme et la romanisation (de -340 environ jusqu’à Auguste).

### VIIIeauVIIesiècleav. J.-C.

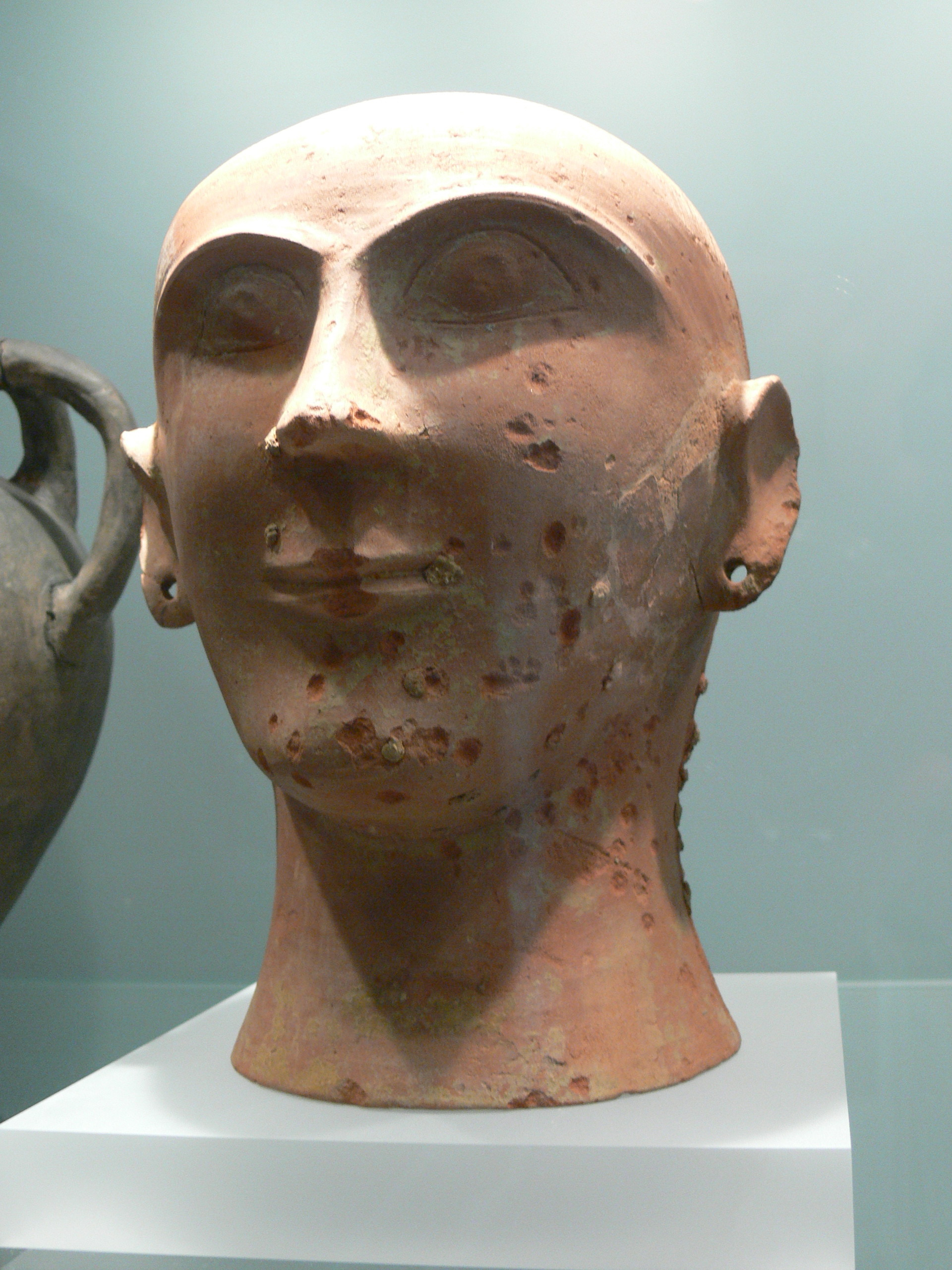
Canope de Chiusi, VIIe – VIe siècle av. J.-C.
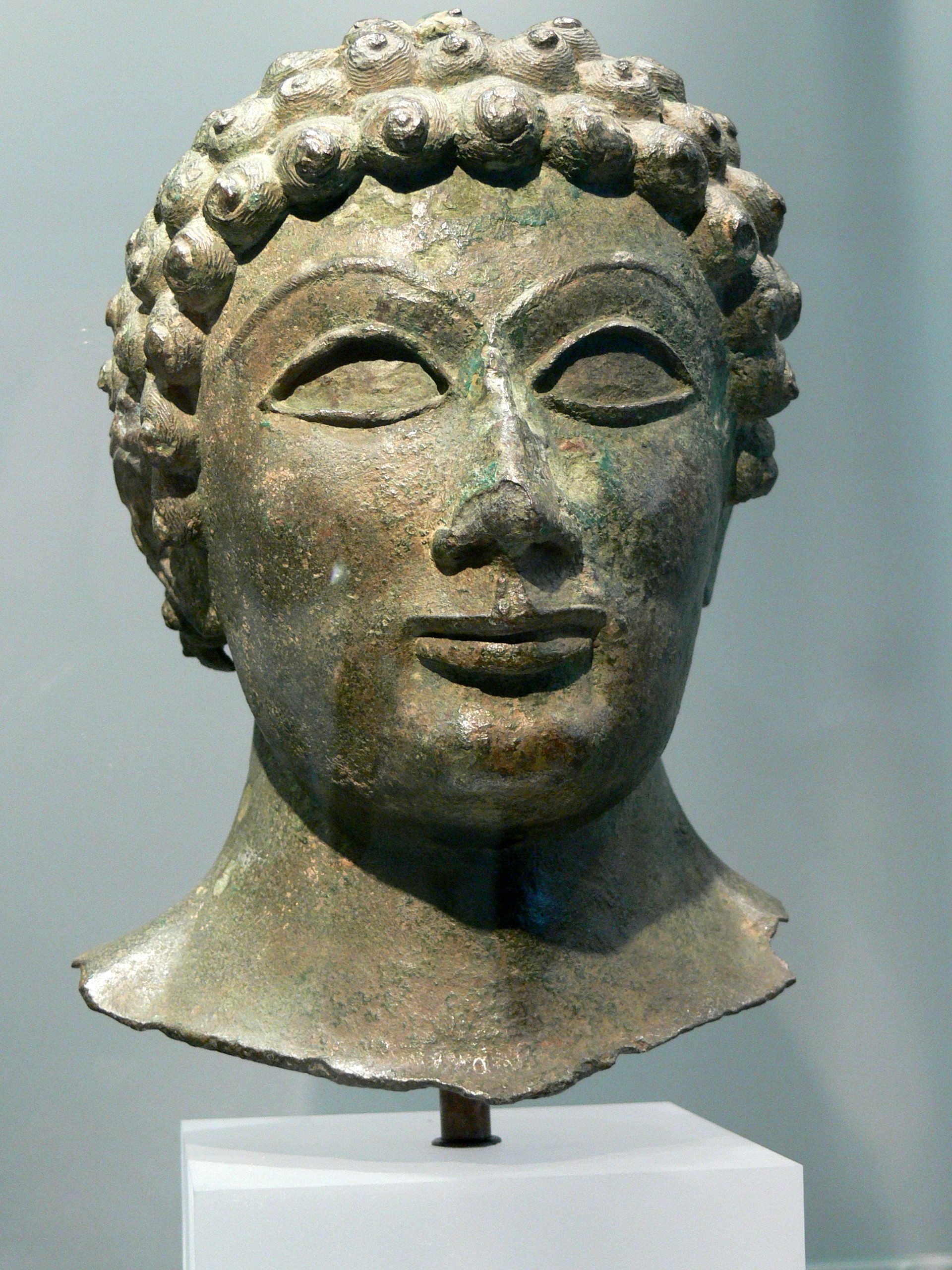
Tête d'homme en bronze, époque incertaine.
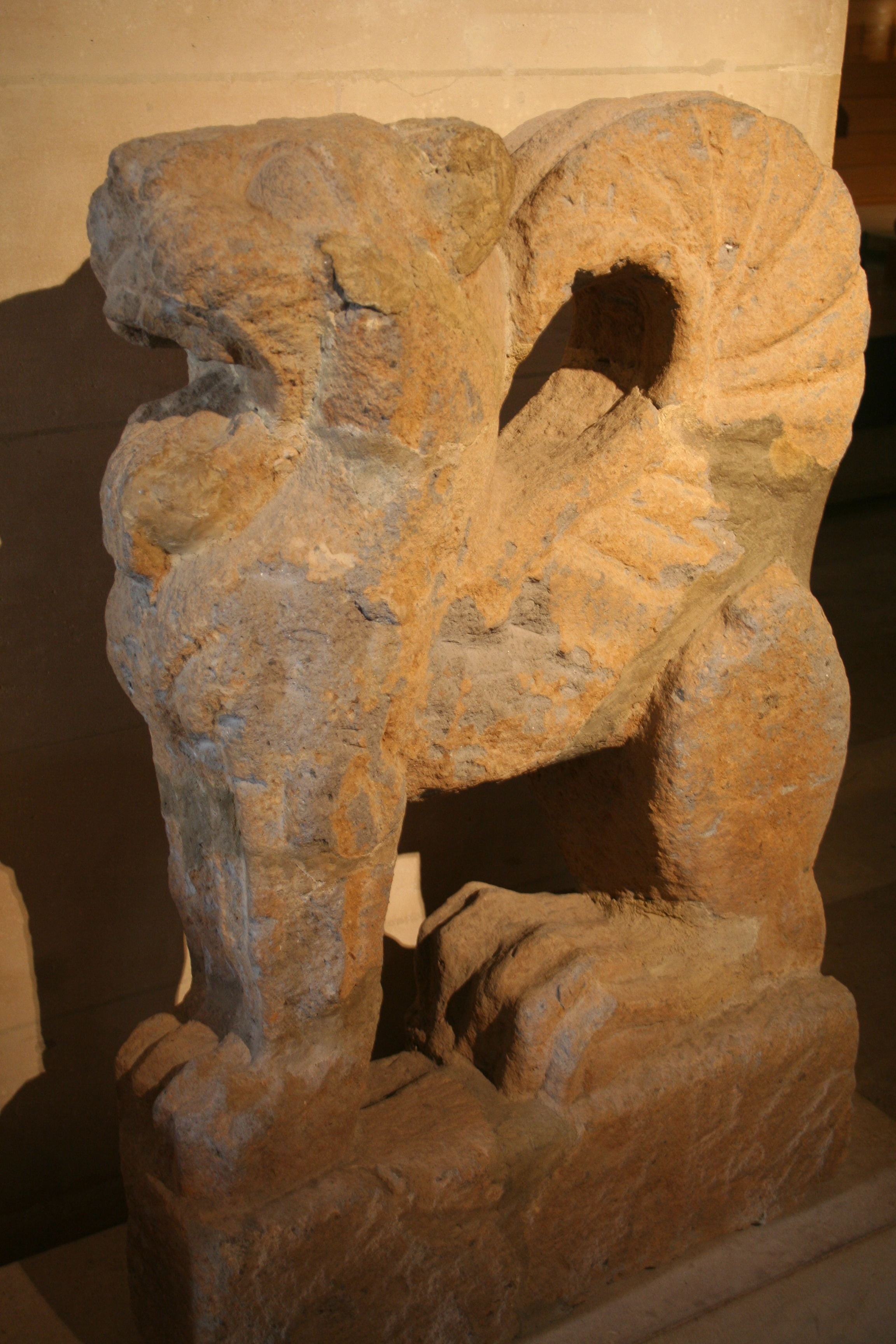
Lion ailé de Vulci, VIe siècle av. J.-C.

Pendant une première phase allant du VIIIe au VIIe siècle av. J.-C., l'art étrusque s’inspire d'expressions orientalisantes avec l'importation d'objets en provenance d'Égypte et de Phénicie. Les pièces d'orfèvrerie à filigrane, poussière et granulation de fabrication locale sont inspirées de modèles étrangers. La technique du bronze se développe avec la production de trônes, sièges, boucliers, miroirs et laminé bosselée pour décoration de chars. En céramique, à côté des imitations grecques, prend corps une production originale locale : vases en bucchero, en style italico-géometrique, grands vases avec support, ornés de figures de monstres et animaux.
La sculpture, caractérisée par la série de canopes de Chiusi, cippes et le lion ailé de Vulci appartient à la période orientalisante étrusque.

### VIeauIIesiècleav. J.-C.
La structuration de la société étrusque et la multiplication des échanges font émerger de nouvelles techniques artistiques. En particulier la peinture connaît un développement spectaculaire : de la décoration des tuiles, elle obtient un statut décoratif et s'applique sur les vases et les fresques[réf. incomplète].
L'apogée de l'art étrusque se situe à la fin du VIe siècle av. J.-C. avec la construction d'arches et cippe en pierre de Chiusi, les sarcophages en terre cuite et les statuettes en bronze comme la Chimère d'Arezzo. Les plaques en pierre des frises des temples sont décorées de motifs végétaux, géométriques, scènes fantastiques (monstres ailés) ou de la vie quotidienne : courses de chars, cavaliers, cortèges, combats et banquets. Des scènes mythiques décorent les frontons.
Au Ve siècle av. J.-C. les Étrusques connaissent de graves crises politiques et militaires, et leur art en subit les conséquences. La production artistique diminue, à l'exception des bronzes de Vulci.
Le classique domine au IVe siècle av. J.-C. avec les terres cuites du temple de Faléries et le bronze du Mars de Todi. Pendant cette période se développe la portraiture, culminant au Ier siècle avec le bronze de L'Arringatore. Dans la plastique en terre cuite, le portrait a un caractère plus populaire et vivace comme le témoignent les figures des sarcophages (obesus Etruscus).
Dans la peinture et la sculpture prévalent aussi bien le goût orientalisant décoratif de la tombe Campana de Véies que l' archaïque des tombes peintes de Tarquinia (tombe des Taureaux, des Lionnes, des Augures, de la Chasse et Pêche).
Néanmoins les thèmes de la vie quotidiennes sont essentiellement étrusques (Jeux d'athlètes, spectacles de jongleurs, chasse, pêche, particularités des vêtements et du mobilier, instruments de musique, scènes de banquets parfois en compagnie de divinités et démons d'outre-tombe.
Au début du IVe siècle av. J.-C., le dynamisme de l'art s’atténue et les thèmes abordés sont désormais l'Adès et les épisodes guerriers de l'épopée italique (tombe François).
Les artistes étrusques restent inconnus à l'exception du sculpteur Vulca, originaire de la ville de Véies mentionné par les auteurs classiques comme Pline l'Ancien qui cite Varron ou Tite-Live. Celui-ci aurait travaillé à Rome  pour le dernier roi de Rome étrusque, Tarquin le Superbe, et créa pour lui une statue de Jupiter en terre cuite pour le temple de Jupiter capitolin (en latin : Aedes Iovis Optimi Maximi Capitolini) de la colline capitoline, et probablement la statue d'Apollon de Véies.
La peinture funéraire étrusque des IIIe et IIe siècles av. J.-C. avec une recherche de type impressionniste révèle une forte influence helléniste.
Le cycle de la peinture étrusque s'achève probablement avec la tombe des Festons de Monterozzi dont le nom provient du décor uniquement orné à festons de la tombe.
L'acculturation conséquente de la romanisation fait disparaître le pouvoir politique des Étrusques et leur traits culturels sont assimilés par les Romains.

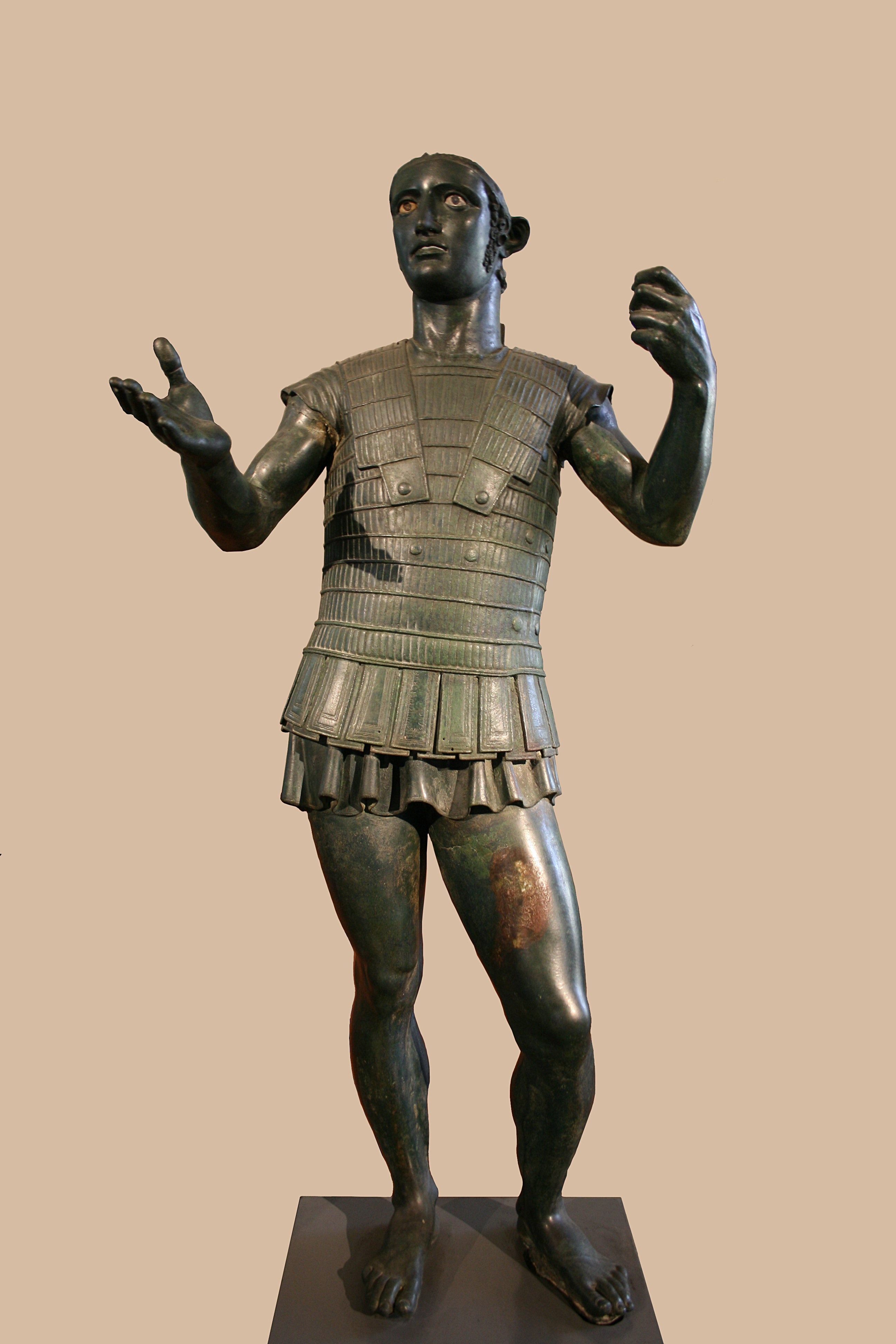
Mars de Todi Ve siècle av. J.-C., Musées du Vatican.
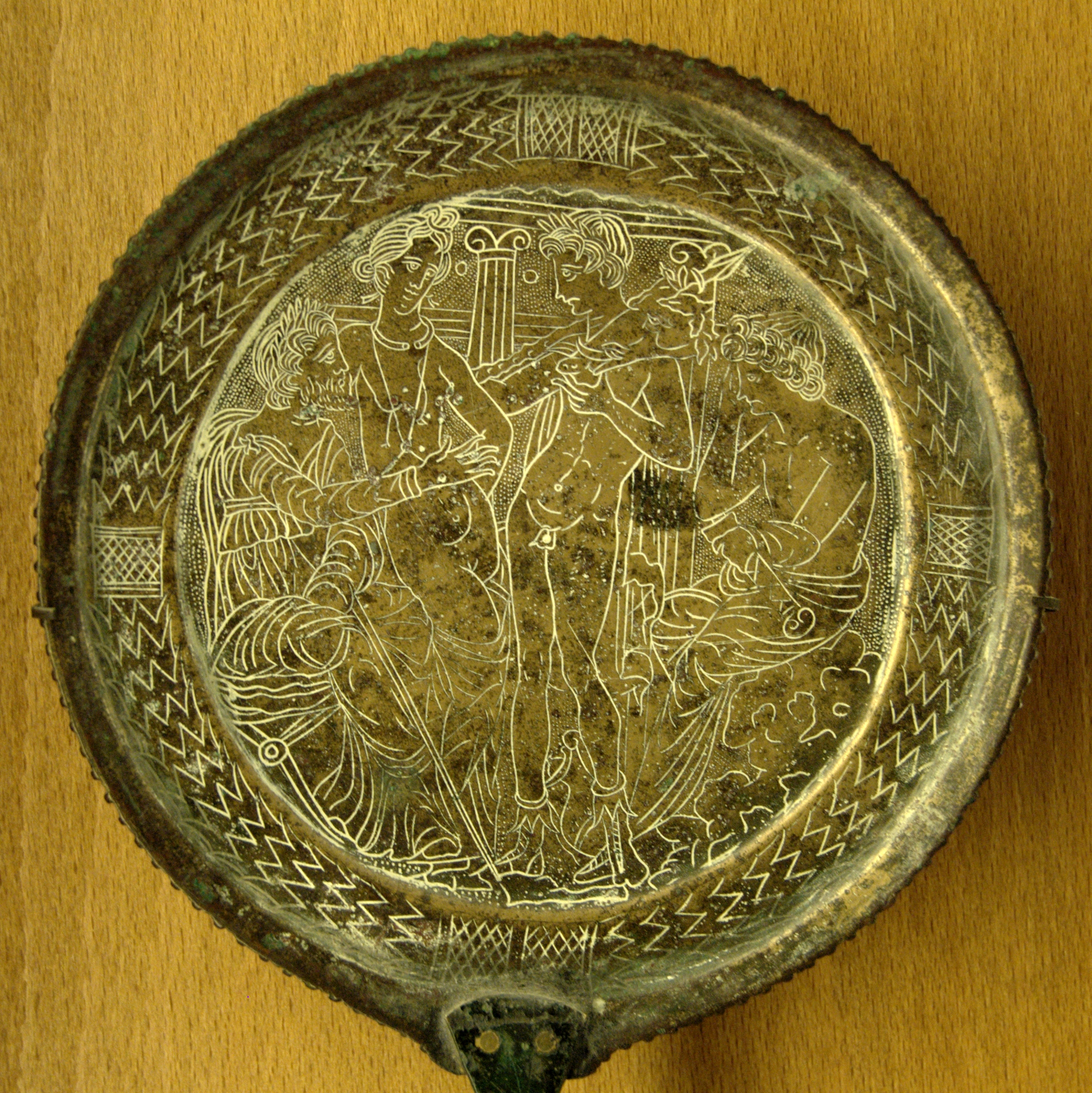
Miroir étrusque gravé, bronze, IVe – IIIe siècle av. J.-C. Musée du Louvre.
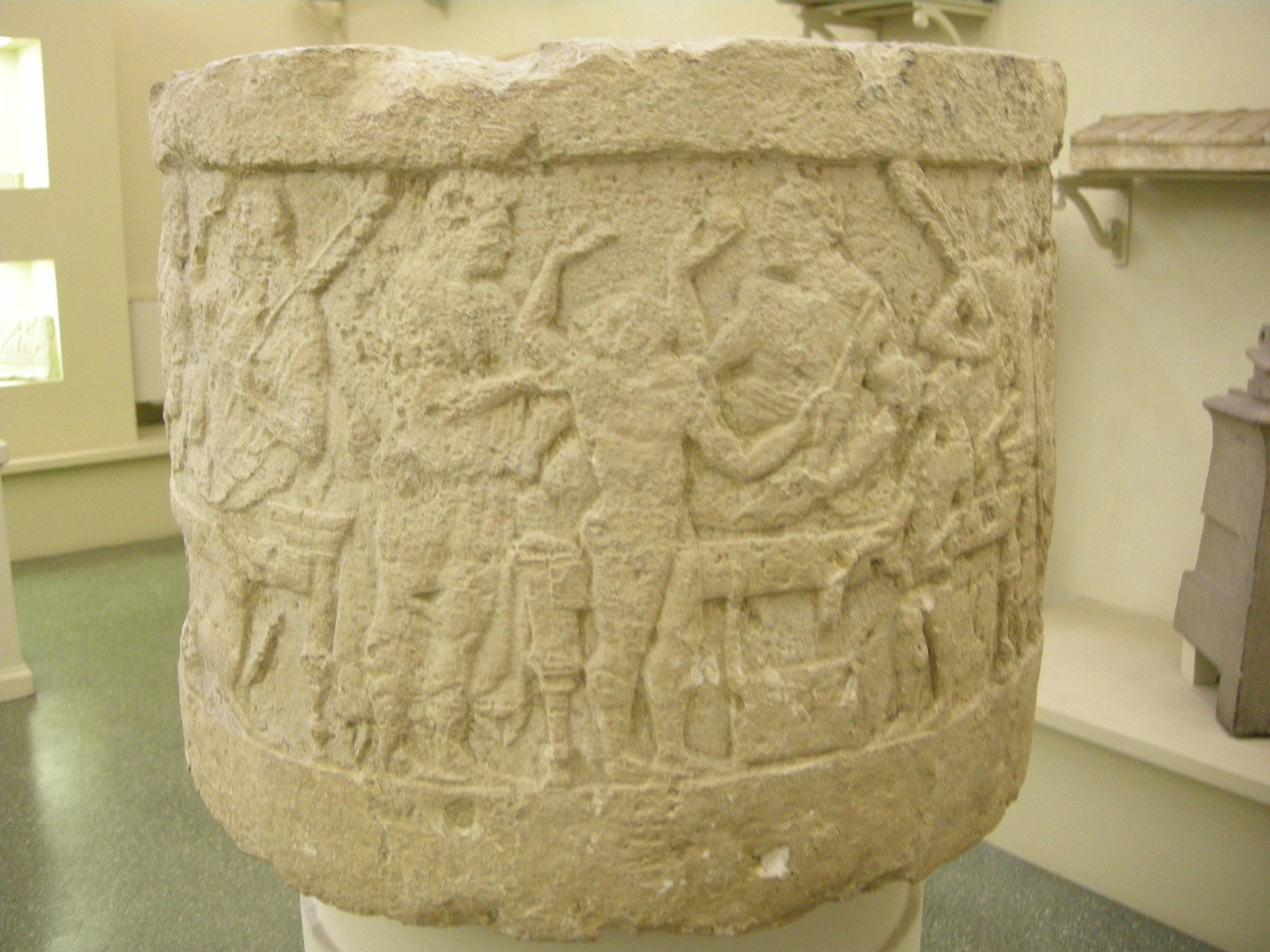
Cippe de Chiusi avec scène de banquet, Ve siècle av. J.-C., Musée archéologique national, Florence.
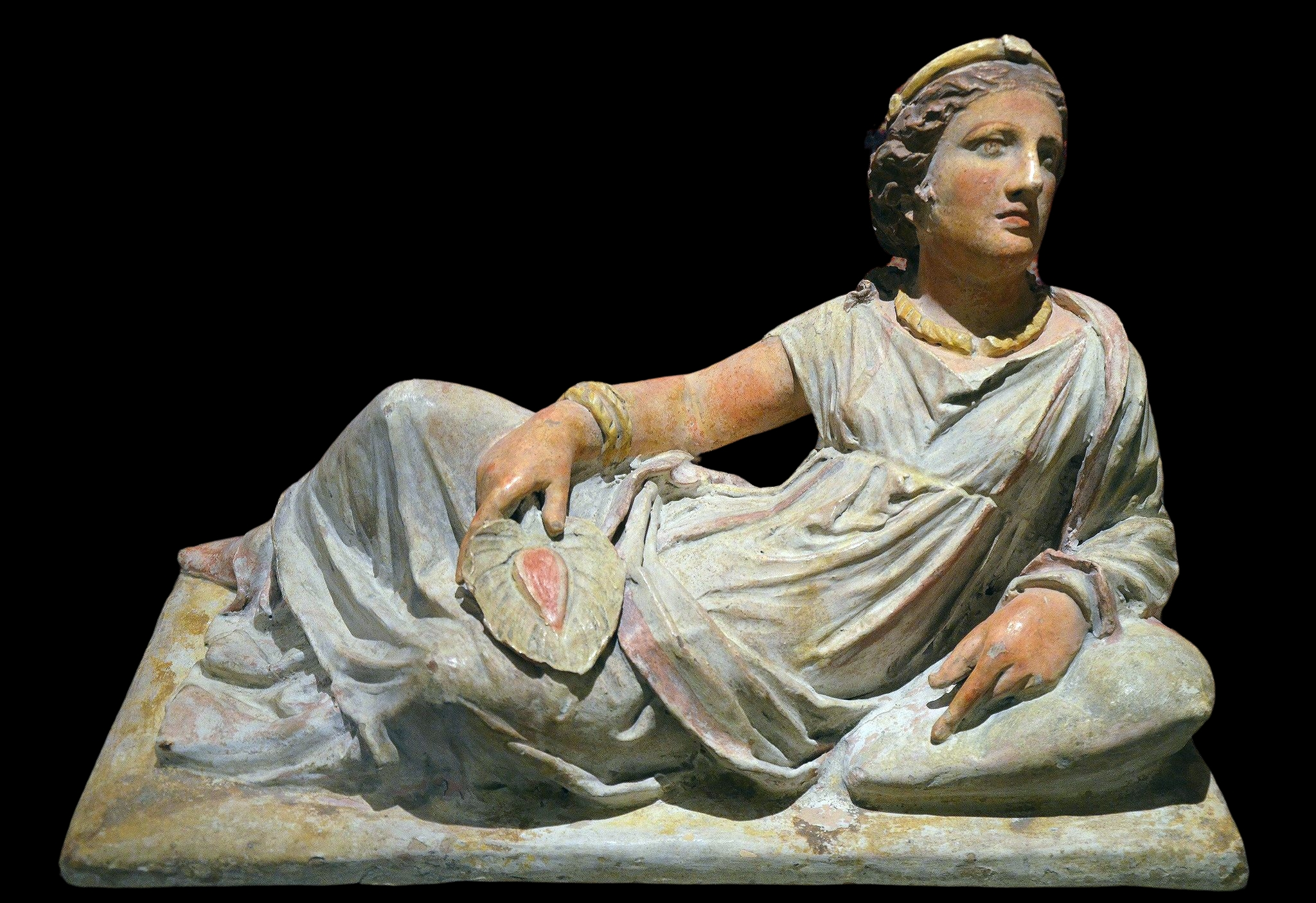
Femme étrusque, statue en terracotta peinte, IIe siècle av. J.-C., retrouvée à Chiusi, conservée à Karlsruhe.
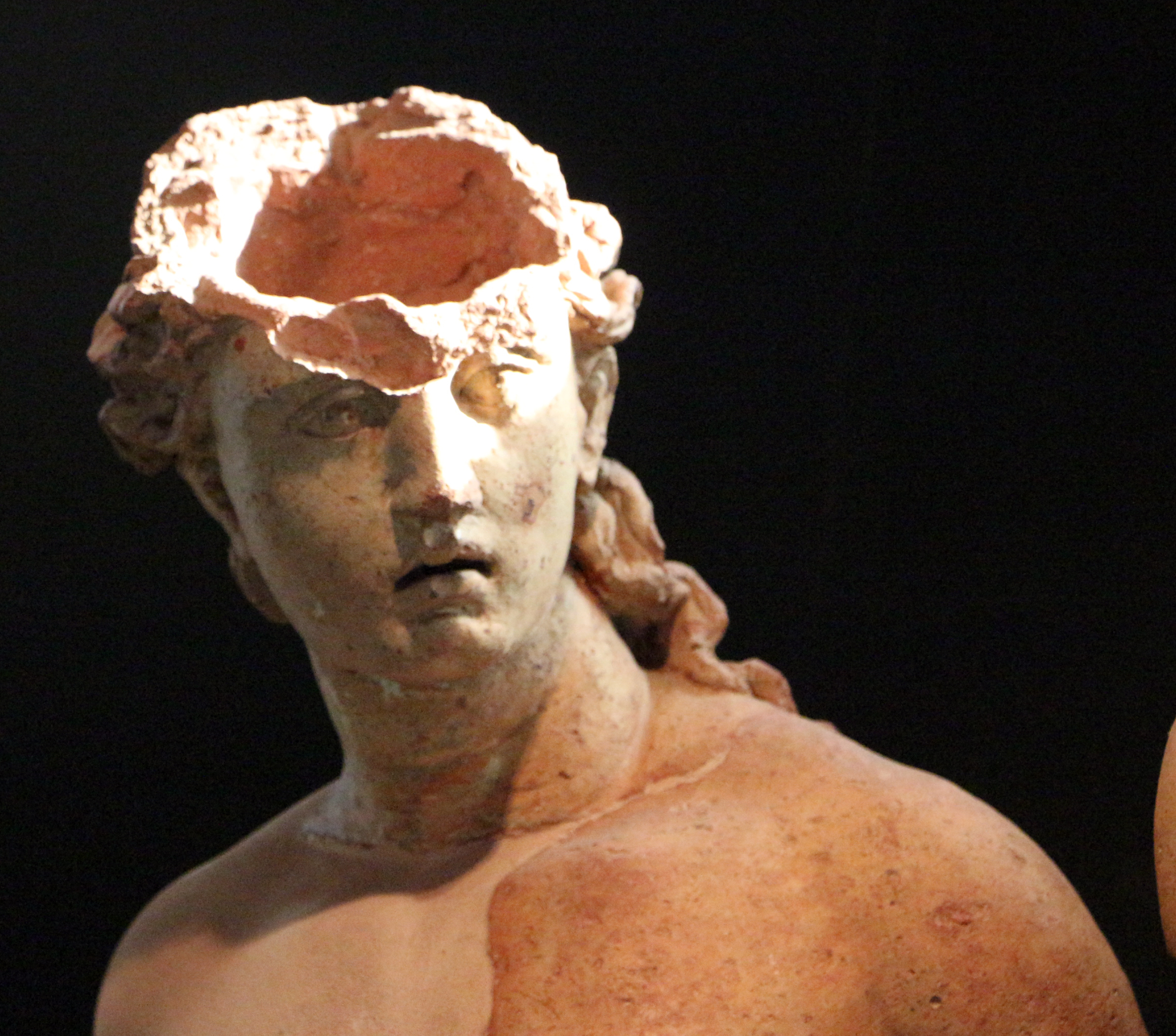
Statue d'Apollon, temple de Luni, 175-150 av. J.C.

## Littérature
Le fait qu'on ne possède pas de textes l'attestant ne signifie pas qu'elle n'ait pas existé. Au contraire, nous en trouvons des  traces patentes et des témoignages chez les auteurs latins (Tite-Live, Pline l'Ancien…).

## Théâtre
Celui-ci semble bien avoir existé, si nous nous référons aux auteurs latins, qui y font allusion. Un mot nous le suggère : φersu (qui, comme tant d'autres, est passé dans le latin puis dans les diverses langues romanes, et dans d'autres, comme l'anglais) - le « masque » de la comédie grecque (prosopon), qui signifie à l'origine persona en latin, c'est-à-dire la « personne » en français.

## Musique

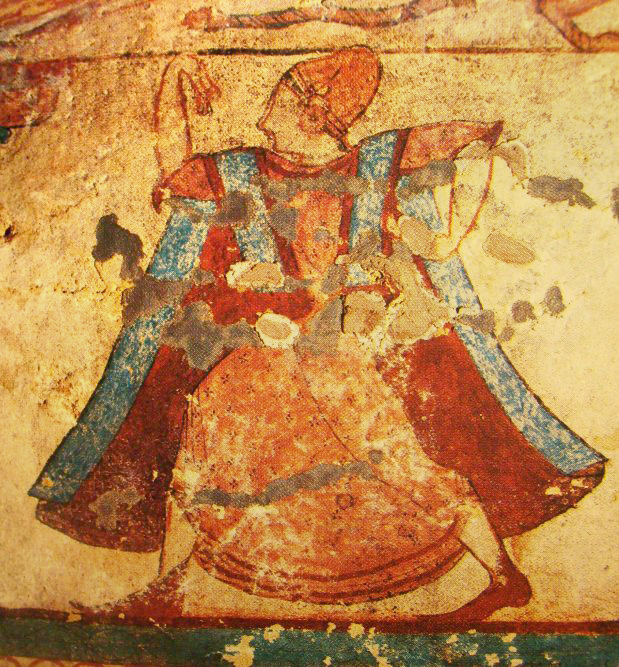
La danseuse de la Tombe des Lionnes de Monterozzi.

Les instruments d'époque qui sont attestés par leur représentation sur les fresques ou les bas-reliefs sont essentiellement divers types de flûtes comme le plagiaulos, la flûte de Pan ou syrinx, la flûte d'albâtre, et la fameuse flûte double (jouée par les subulos), accompagnées d'instruments à percussions qui étaient le tintinnabulum, le tympanum et le crotale, et enfin par des instruments à cordes tels que la lyre et la cithare.

## Danse
Associée à la musique, elle est exécutée par des danseurs (certains, ceux des « danses sautées », sont nommés ludions) dont les habits différent de ceux des Grecs : une robe plus courte et sans ceinture, rubans sur les épaules distinguant les danseurs des chanteurs.
Des représentations de ces danses sautées ont été retrouvées sur les fresques des tombe des Lionnes, tomba della Scimmia et tombe des Jongleurs de Chiusi.
D'autres personnages de danseuses habillées d'amples manteaux sont visibles dans la Tombe des Lionnes.

## Peinture

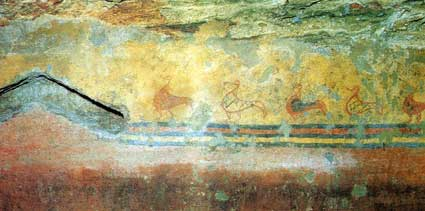
Fresque de la tombe des Canards.

La peinture des vases (à figures noires et à figures rouges) montre la maîtrise des artisans étrusques pour la représentation picturale.
Les fresques des tombes des sites de Monterozzi, de Caere, témoignent des goûts et disposition des artistes étrusques qui ont orné les  tombes des morts de scènes vivantes (scènes de danse, du banquet, de chasse et de pêche, agrémentées d'animaux exotiques (lions, panthères, antilopes).

## Architecture
L'architecture des habitations est caractérisée par les premières cabanes circulaires et rectangulaires que l'on trouve représentées entre autres dans les nécropoles du Latium : Tarquinia, Vetulonia, Cerveteri et Populonia. Le modèle rectangulaire plus complexe avec une toiture à double pente, avec loggia et parois externes décorées[réf. incomplète]. L’architecture funéraire du VIIe siècle av. J.-C. voit la création de tombes à fosse à caméra ou à couloir. Initialement ces tombes sont de modeste dimension, puis comme à Cerveteri prennent la forme de tumulus recouvrant des tombeaux à couloir. Les chambres à thòlos dont la couverture en forme de coupole est à base de blocs ou plaques de pierre.
L'architecture « à voûte » est utilisée pour les monuments funéraires, ponts et portes comme à Volterra, Cortone et Pérouse.
Le temple étrusque parfois de type périptère (entouré de colonnes), présente une face ouverte d'accès à l'intérieur, trois côtés fermés en brique ou pierre. Son toit en bois est orné de festons (antepagmenta), antéfixes et statues ronde-bosse en pierre cuite peinte. Comme le montre la reconstitution d'un type de temple étrusque au musée de Villa Giulia de Rome, son toit pouvait accueillir des statues-acrotères des divinités.

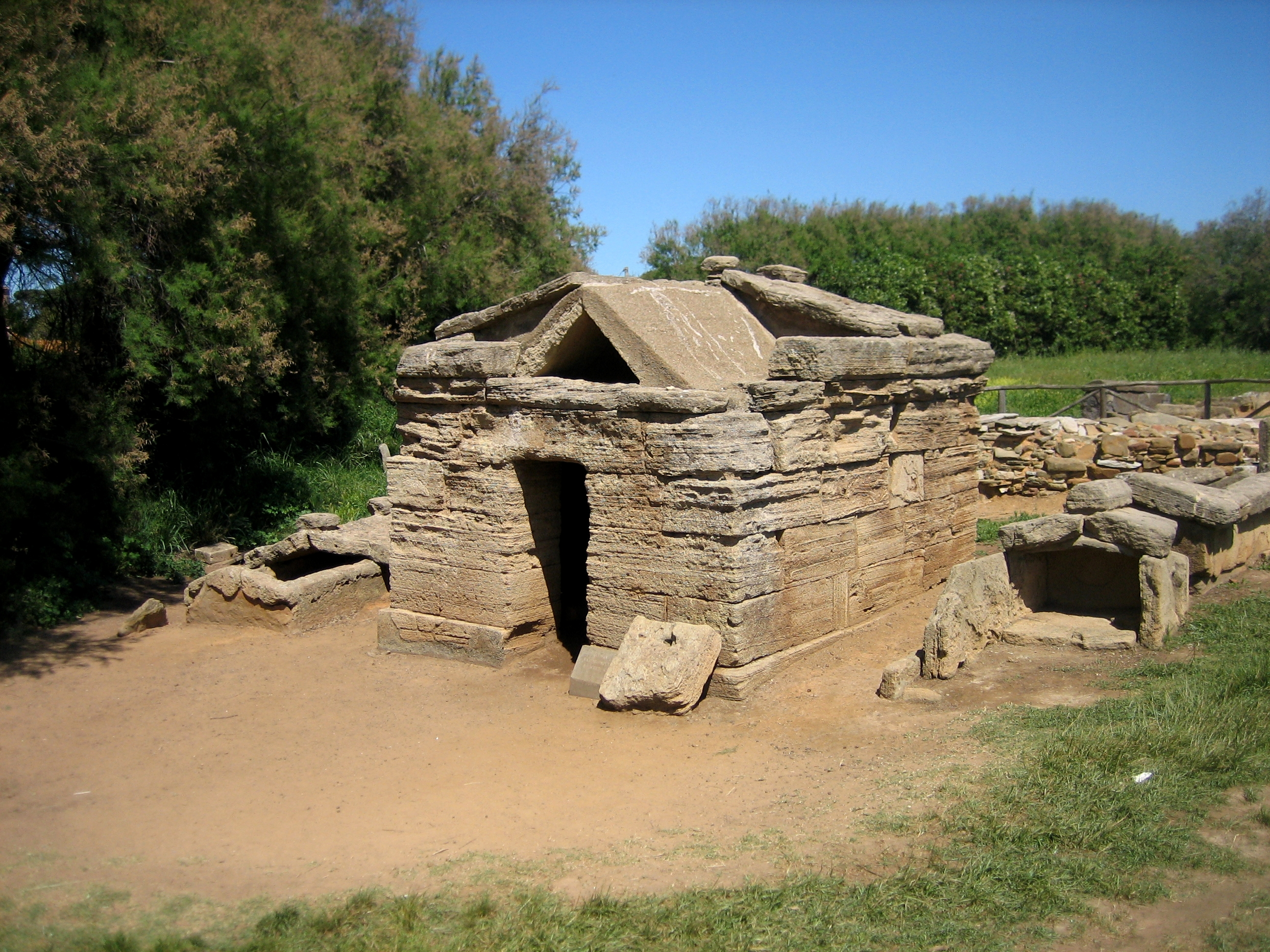
Tombe étrusque (cabane rectangulaire) , nécropole San Cerbone, Populonia.
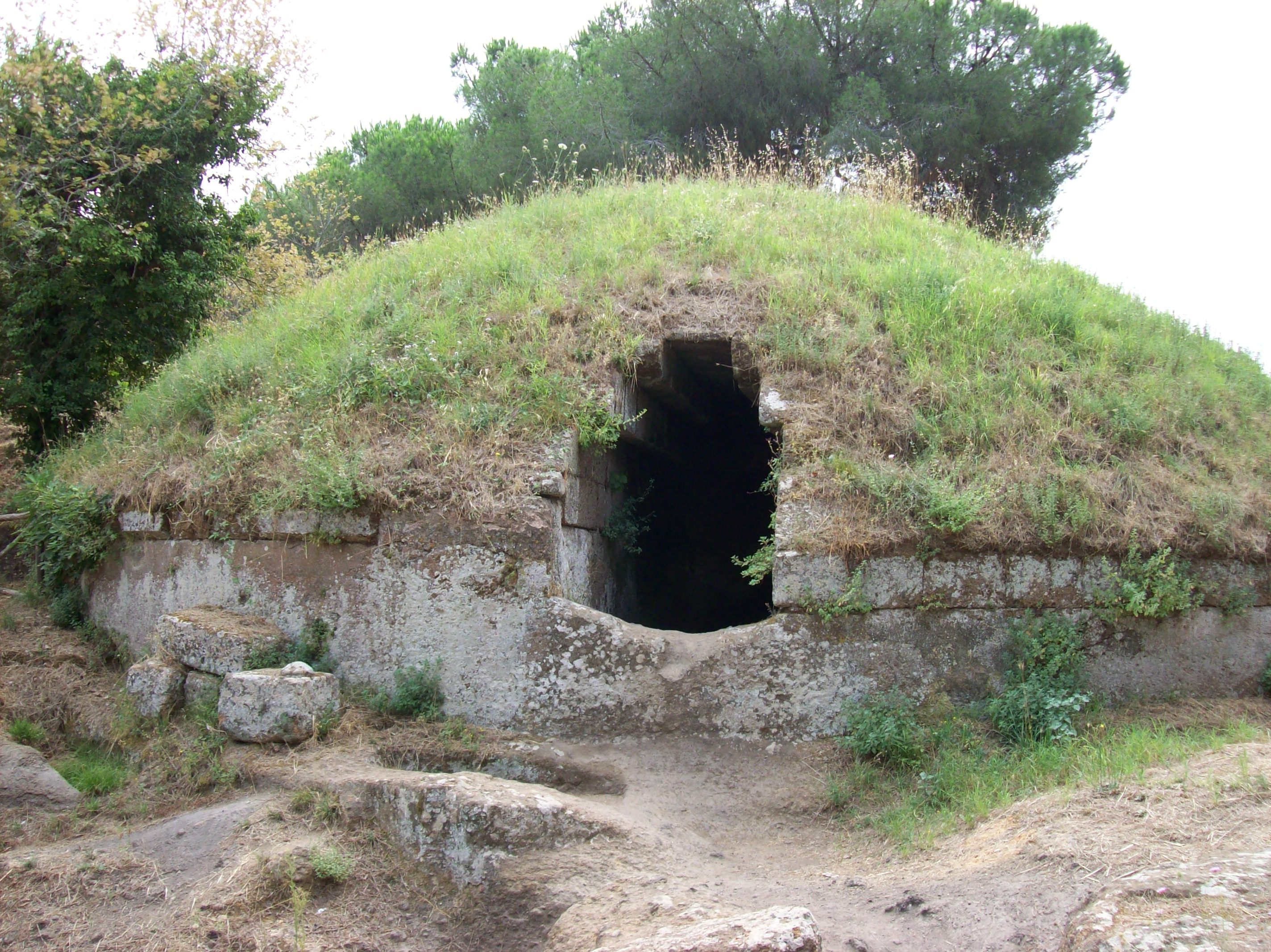
Tombe étrusque (cabane circulaire) , nécropole de Banditaccia.
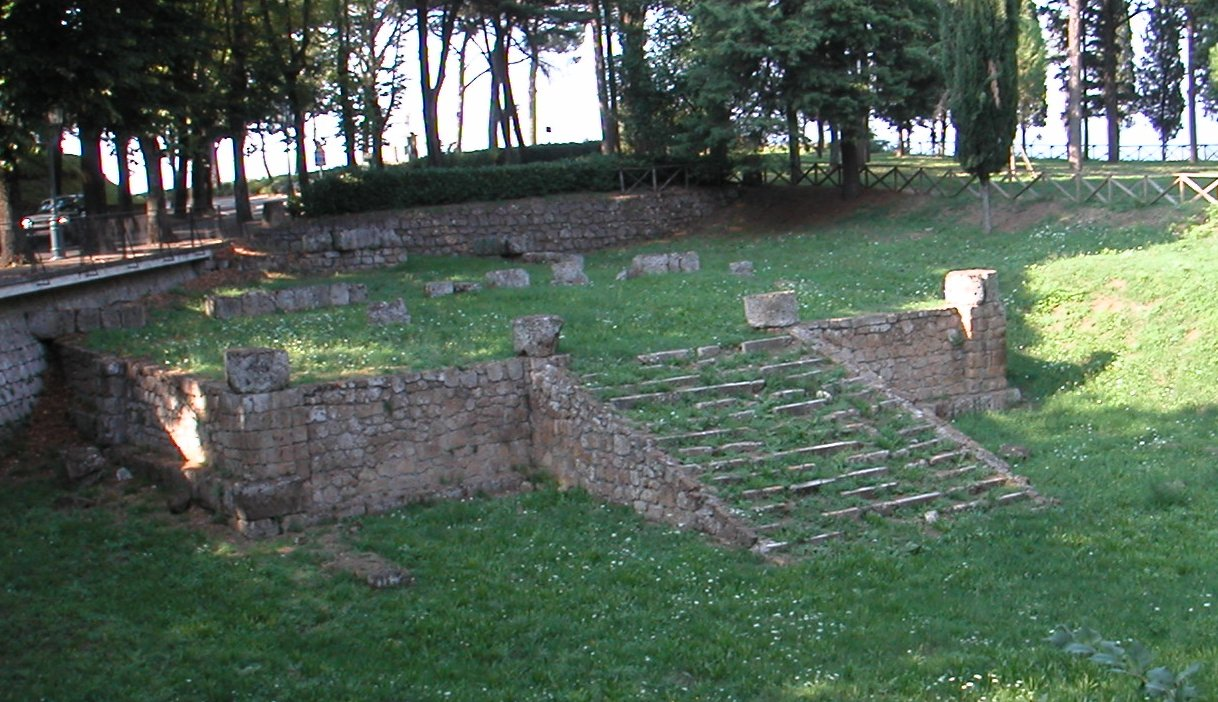
Ruines d'un temple à Volsinies (Orvieto).
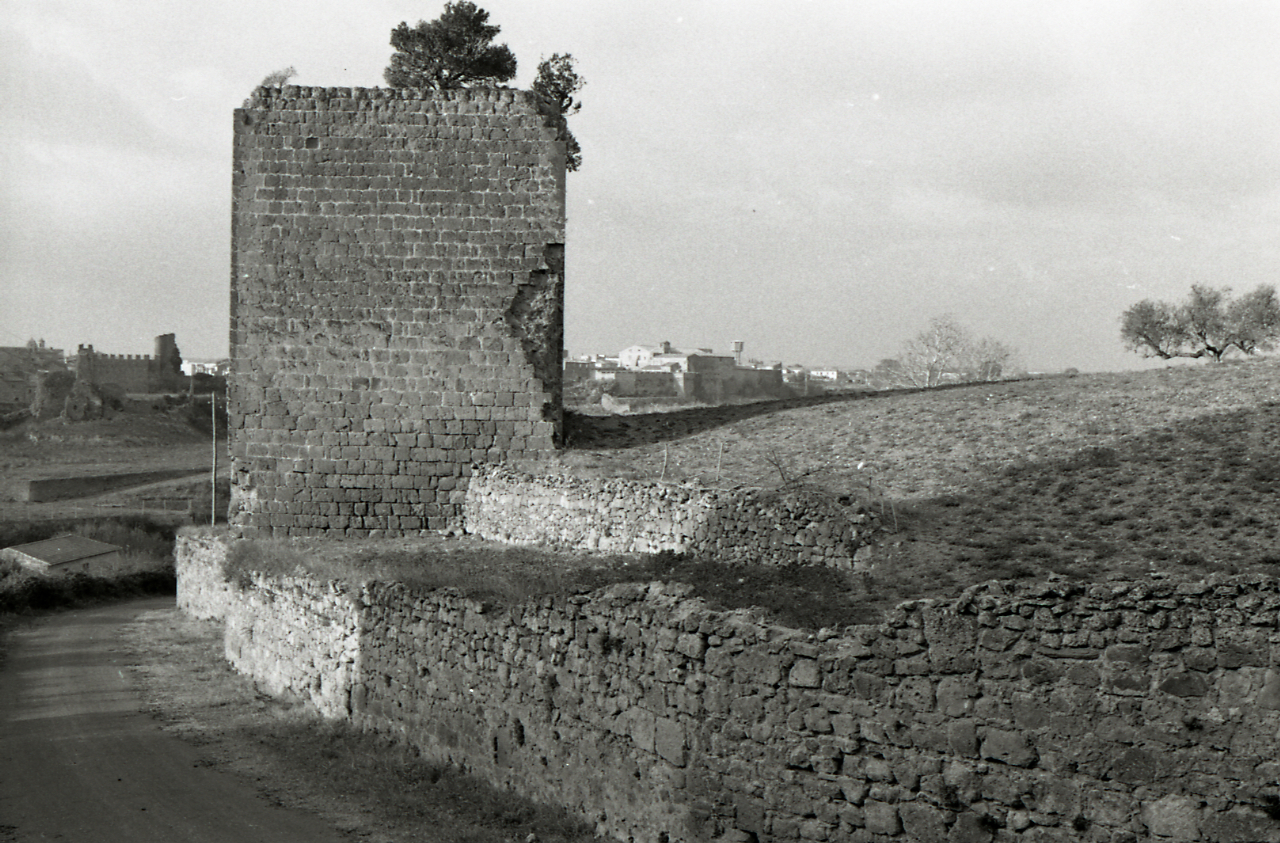
Fortifications de la métropole protohistorique de Cisra.
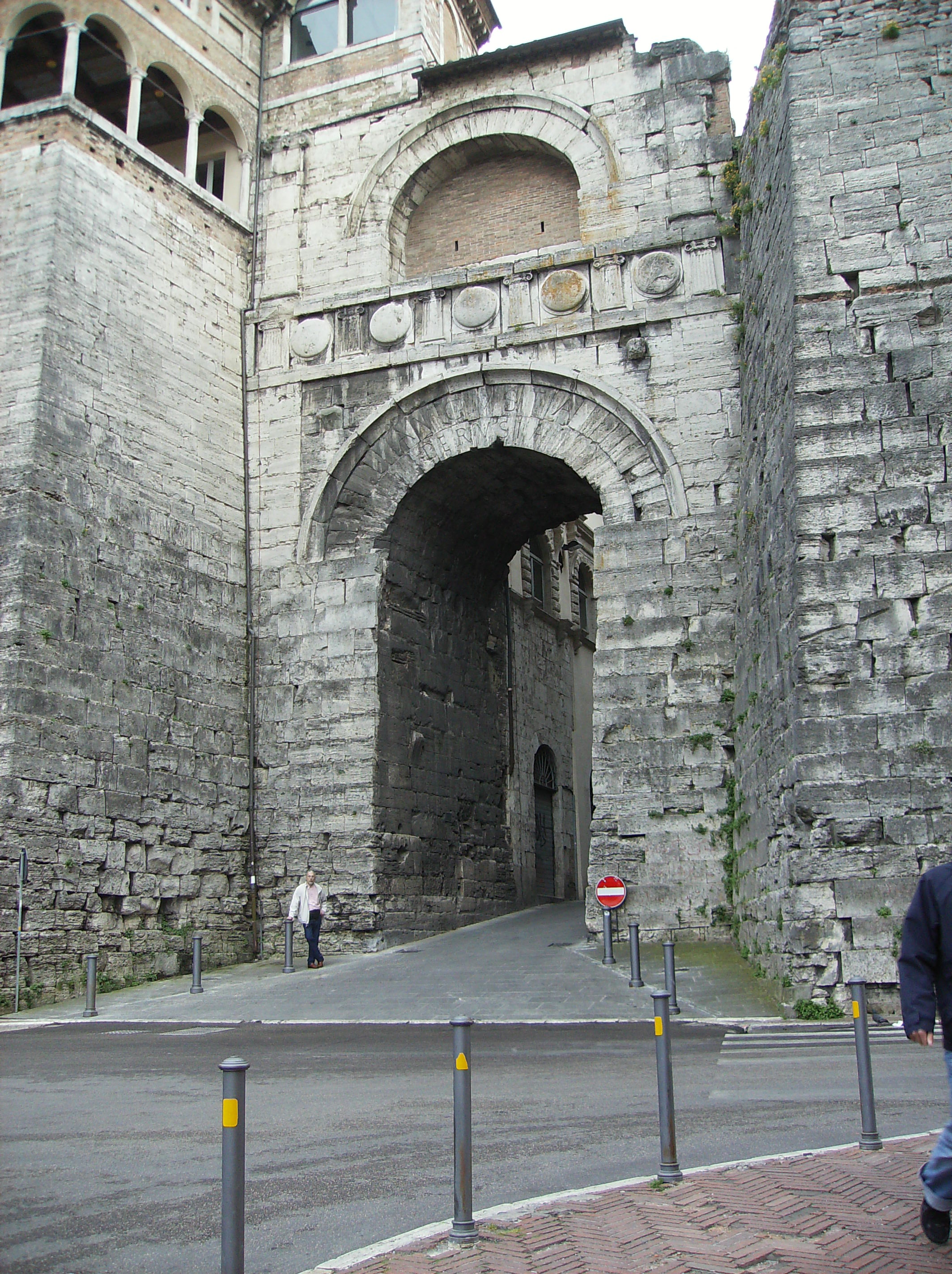
Porte étrusque, Pérouse
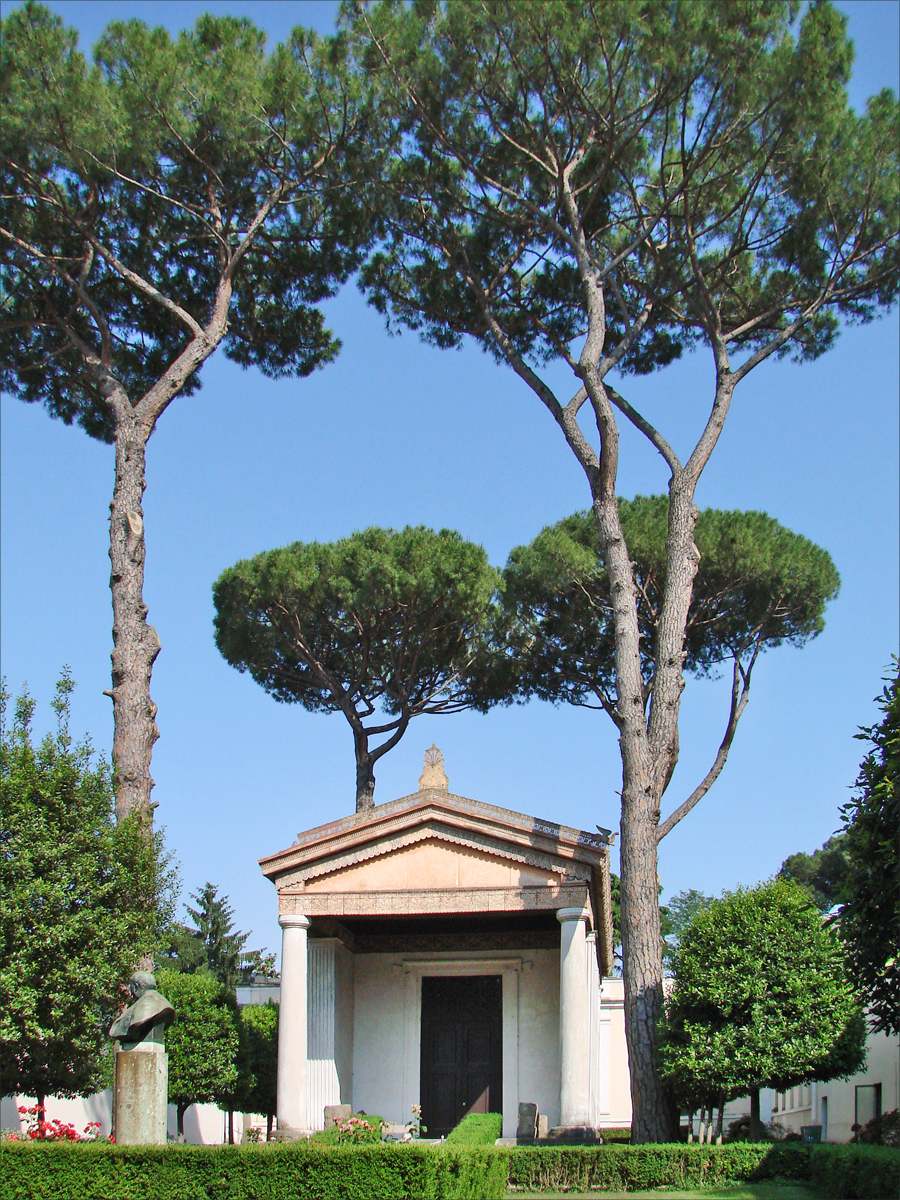
Reconstitution du temple étrusque d'Alatri (Villa Giulia, Rome).
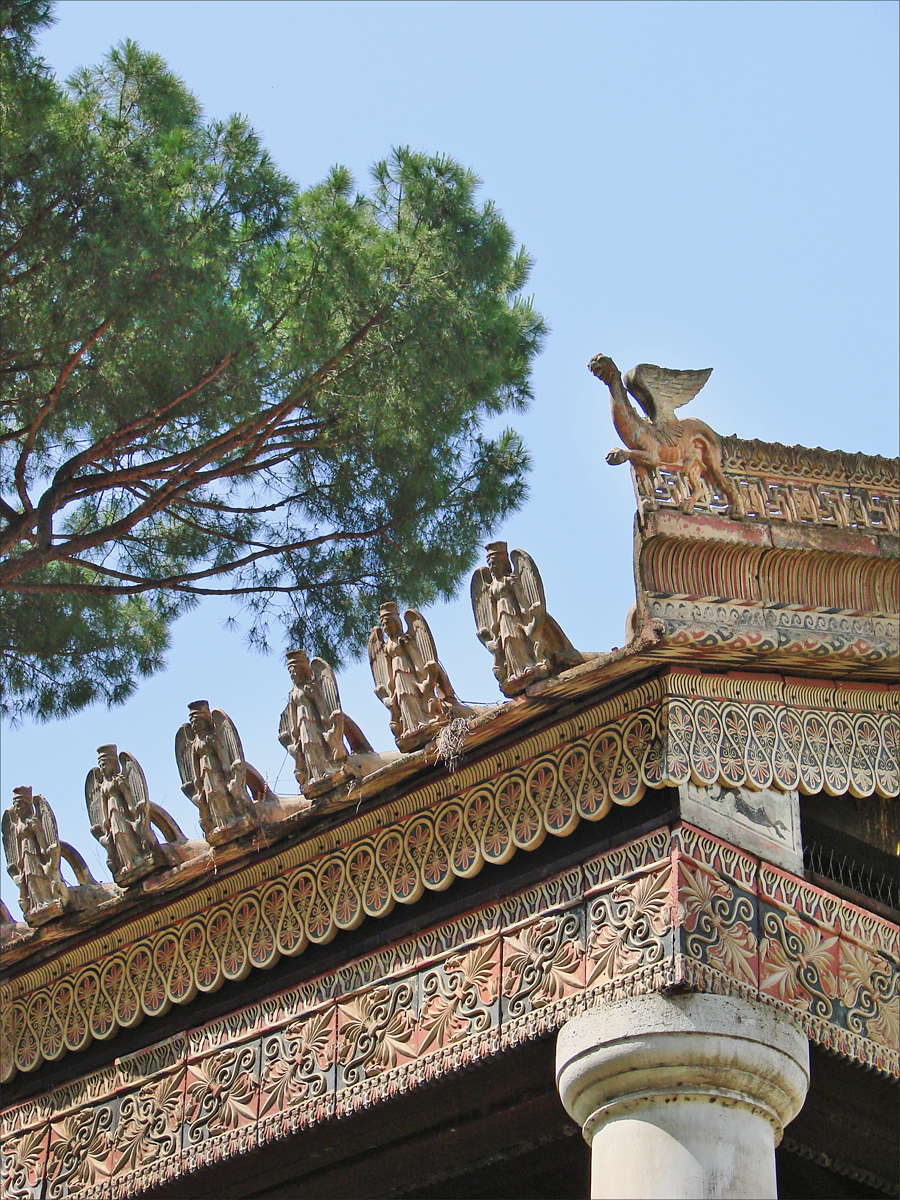
Éléments du temple étrusque d'Alatri reconstitué (Villa Giulia, Rome).

Les maisons, rectangulaires, étaient faites de bois et de brique crue ou plus tard de moellons de tuf. Elles pouvaient avoir jusqu’à deux étages. Les structures de bois des maisons les plus riches de l’époque archaïque étaient protégées de l’humidité par des plaques de terre cuite peintes de couleurs vives. Dans un premier temps, l’aristocratie vivait dans des maisons de trois pièces, parfois précédées d’un portique donnant sur une cour ; plus tard dans de vastes demeures (domus) bâties autour d’une cour, à la mode grecque.
Les temples étaient de grands bâtiments presque carrés érigés sur un podium de pierre. Ils étaient destinés à n’être vus que de face, les côtés et l’arrière étant constitués soit de murs aveugles, soit d’un vaste portique à colonnes entourant une cella, souvent divisée en trois espaces rappelant la croyance en une triade de dieux. Le fronton et le toit étaient ornés de décorations en terre cuite peinte. Parfois de grandes statues en ronde-bosse étaient disposées sur le faîte du toit, peintes également (statues-acrotères du musée de Murlo).
Certaines des inventions étrusques sont omniprésentes dans l’architecture impériale :
- arc en plein cintre et la voûte en berceau reposant sur des piliers ou pieds-droits (imposte) ;
- encadrement par colonne ou pilastre semi-engagés ;
- entablement monolithe faisant simplement décharge.

## Sculpture

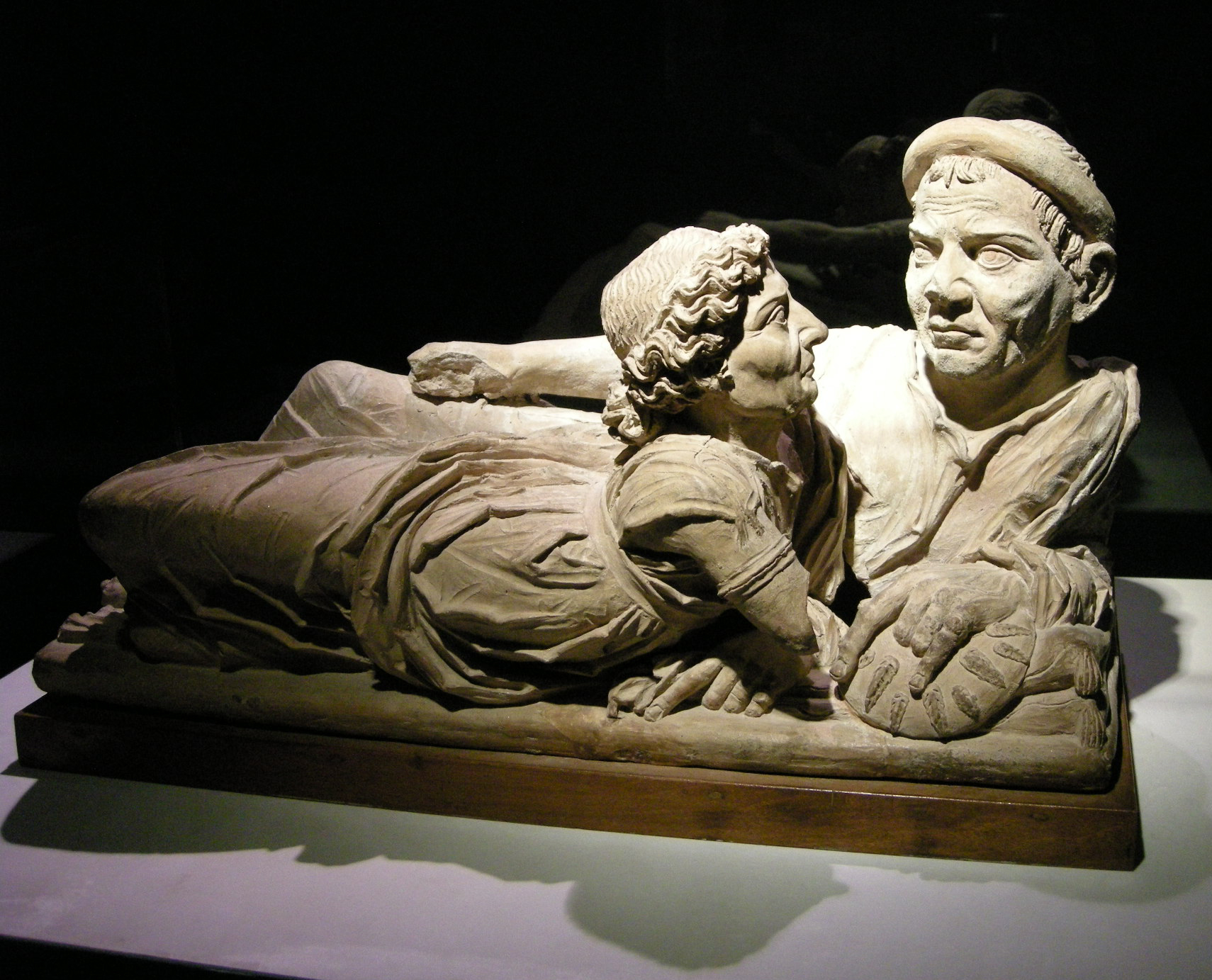
Urne des époux, Volterra, musée Guarnacci.

- Les 600 urnes cinéraires au musée Guarnacci de Volterra ;
- La Chimère d'Arezzo au musée archéologique national de Florence ;
- Le Lion ailé de Vulci au musée du Louvre à Paris ;
- Sarcophages en pierre et en terre cuite, musée archéologique national de Tarquinia ;
- Sarcophage des Époux, musée national d'archéologie de l'Ombrie ;
- Canopes figurés, musée archéologique national de Chiusi ;
- Tuiles, gargouilles et statues-acrotères (comme celle dite du cowboy de Murlo), issues du site de Poggio Civitate, au musée de Murlo.

La disproportion voulue des différentes parties des corps (banquet étrusque des couvercles de sarcophages, ou la statue de L'Arringatore) exprime une esthétique étrusque particulière par ce besoin plus symbolique que réaliste de leurs représentations (Auguste Rodin s'en inspirera après son voyage en Italie en 1876).

## Orfèvrerie
La richesse des échanges commerciaux avec le Proche-orient permet aux orfèvres d'apprendre leurs techniques décoratives en particulier de Phénicie : granulation et le filigrane apparaissent en Étrurie dès le milieu du VIIIe siècle av. J.-C.

## Autres
Certains objets atypiques qui restent énigmatiques comme :
- le lustre de bronze de Cortone, à seize brûleurs d'huile et à figuration d'Achéloüs et de dauphins[19] ;
- les objets de la vie quotidienne chez les Étrusques ; leurs pratiques ludiques (jeu du kottabos).

## Techniques

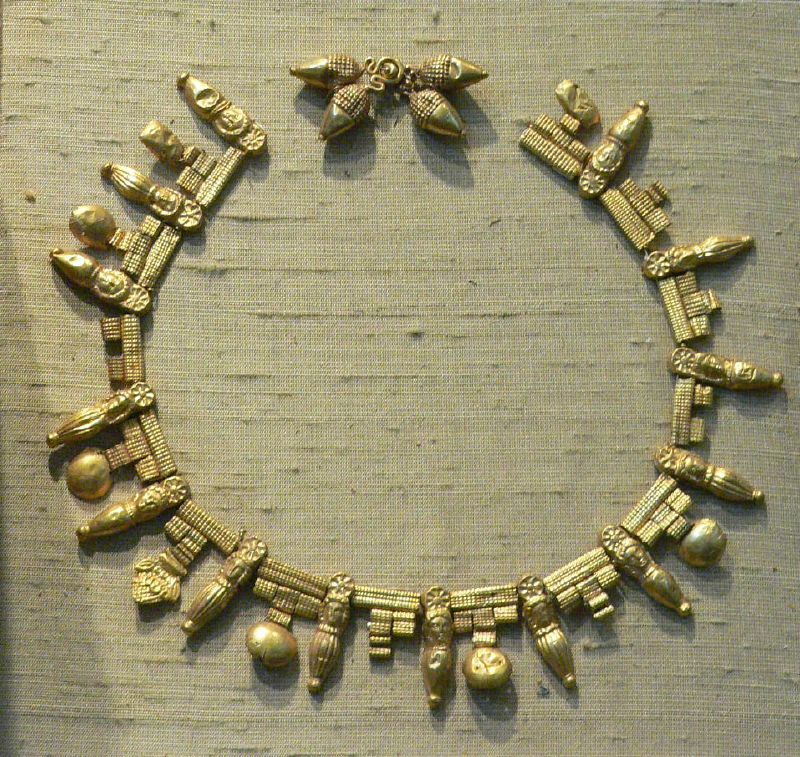
Collier des, University of Pennsylvania Museum of Archaeology and Anthropology.

L'orfèverie, la poterie entre impasto, bucchero, la gravure des écrits (cippe de Pérouse) et des scènes en bas-relief des sarcophages architectoniques, des figures des morts sur les couvercles, seuls ou en couple, témoignent de leur maîtrise de techniques manuelles à destination artistique souvent funéraire.